# Cam Stones
Cam Stones (ur. 5 stycznia 1992 w Oshawie) – kanadyjski bobsleista i rugbista, dwukrotny olimpijczyk (2018 i 2022), brązowy medalista olimpijski z Pekinu 2022, wicemistrz świata.
Mieszka w Whitby.

## Kariera
Początkowo grał w rugby w grupach wiekowych U17 i U20, otrzymując powołania do juniorskiej reprezentacji Kanady. W 2014 rozpoczął uprawianie bobslei. Od 2015 jest członkiem kanadyjskiej kadry bobslejowej.

## Udział w zawodach międzynarodowych

### Bobsleje
| Impreza            | Rok   | Gospodarz            | Konkurencja     | Miejsce |                      |      |            |         |     |
| ------------------ | ----- | -------------------- | --------------- | ------- | -------------------- | ---- | ---------- | ------- | --- |
| Impreza            | Rok   | Gospodarz            | Konkurencja     | Miejsce | Igrzyska olimpijskie | 2018 | Pjongczang | czwórki | 12. |
| 2022               | Pekin | dwójki               | 10.             |         | Igrzyska olimpijskie |      |            |         |     |
| 2022               | Pekin | czwórki              | 03 !            |         | Igrzyska olimpijskie |      |            |         |     |
| Mistrzostwa świata | 2016  | Innsbruck            | konk. drużynowy | 10.     |                      |      |            |         |     |
| Mistrzostwa świata | 2017  | Schönau am Königssee | czwórki         | 11.     |                      |      |            |         |     |
| Mistrzostwa świata | 2017  | Schönau am Königssee | konk. drużynowy | 6.      |                      |      |            |         |     |
| Mistrzostwa świata | 2019  | Whistler             | dwójki          | 02 !    |                      |      |            |         |     |
| Mistrzostwa świata | 2019  | Whistler             | czwórki         | 03 !    |                      |      |            |         |     |
| Mistrzostwa świata | 2020  | Altenberg            | dwójki          | 11.     |                      |      |            |         |     |
| Mistrzostwa świata | 2020  | Altenberg            | czwórki         | DNS     |                      |      |            |         |     |
| Mistrzostwa świata | 2021  | Altenberg            | dwójki          | 10.     |                      |      |            |         |     |
| Mistrzostwa świata | 2021  | Altenberg            | czwórki         | 5.      |                      |      |            |         |     |

### Rugby union
| Impreza | Rok | Gospodarz | Reprezentacja | Miejsce |                           |      |                |             |    |
| ------- | --- | --------- | ------------- | ------- | ------------------------- | ---- | -------------- | ----------- | -- |
| Impreza | Rok | Gospodarz | Reprezentacja | Miejsce | Junior World Rugby Trophy | 2012 | Salt Lake City | Kanada U-20 | 6. |